# Anna Gembicka

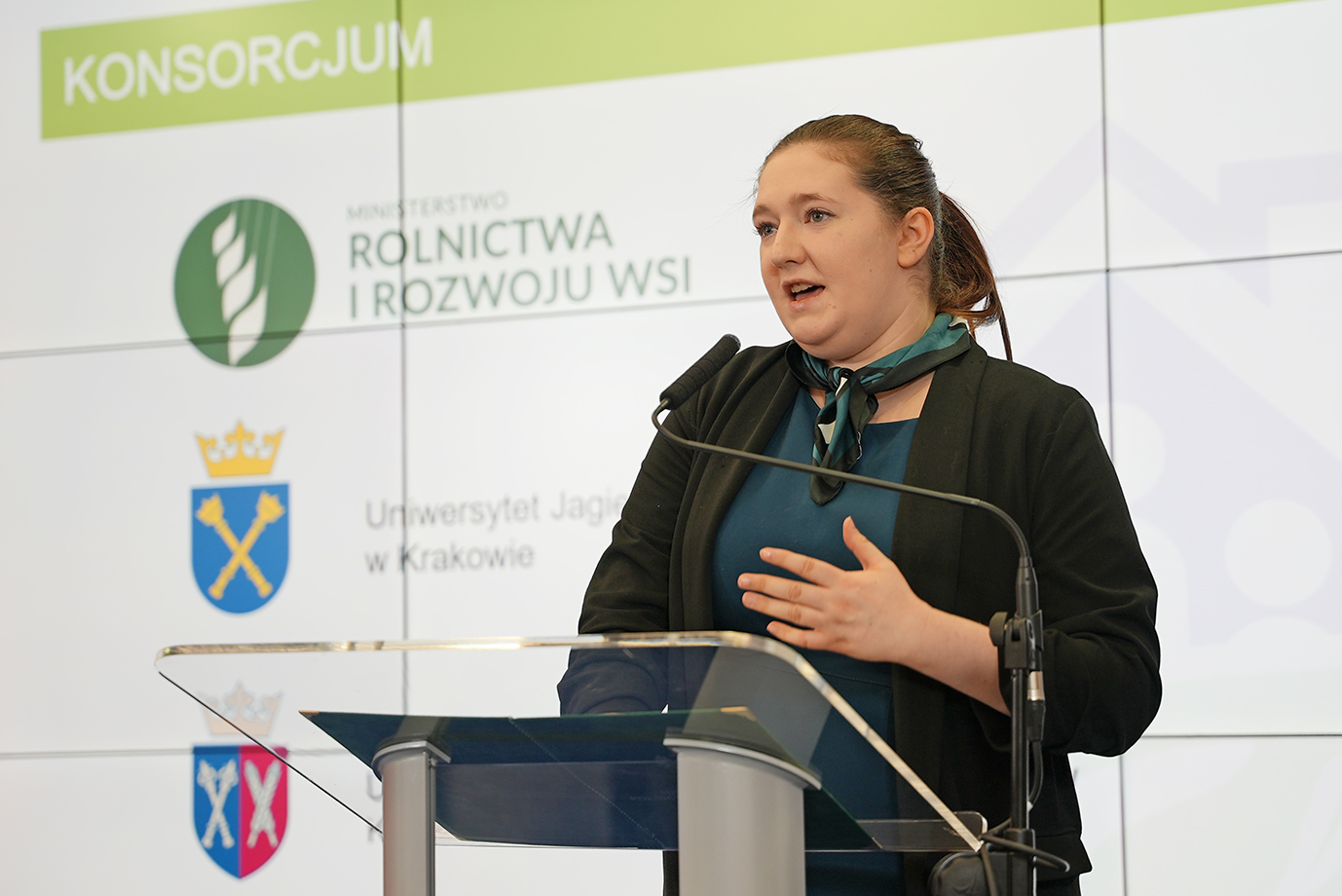
Anna Gembicka podczas wystąpienia w styczniu 2022

Anna Urszula Gembicka (ur. 7 listopada 1991 we Włocławku) – polska urzędniczka państwowa, prawniczka i polityk, podsekretarz stanu w Ministerstwie Inwestycji i Rozwoju oraz pełnomocnik rządu do spraw małych i średnich przedsiębiorstw (2019), posłanka na Sejm IX i X kadencji (od 2019), sekretarz stanu w Ministerstwie Funduszy i Polityki Regionalnej (2020), sekretarz stanu w Ministerstwie Rolnictwa i Rozwoju Wsi (2020–2023), minister rolnictwa i rozwoju wsi w trzecim rządzie Mateusza Morawieckiego (2023).

## Życiorys
Wychowywała się w Tulibowie. Absolwentka III Liceum Ogólnokształcącego im. Marii Konopnickiej we Włocławku. W 2019 ukończyła studia prawnicze na Wydziale Prawa i Administracji Uniwersytetu Warszawskiego. W okresie studiów należała do Niezależnego Zrzeszenia Studentów, zasiadła w jego władzach krajowych i została sekretarzem generalnym tej organizacji. Podjęła również działalność w Stowarzyszeniu KoLiber.
Pracowała w organizacjach pozarządowych, zajmowała się funduszami unijnymi i cyfryzacją. Od 2016 była asystentką i doradcą Mateusza Morawieckiego. Później została jego sekretarzem, gdy Mateusz Morawiecki objął funkcję premiera. W 2018 bez powodzenia kandydowała do sejmiku kujawsko-pomorskiego. W tym samym roku została członkiem Rady Narodowego Instytutu Wolności – Centrum Rozwoju Społeczeństwa Obywatelskiego. W lutym 2019 objęła funkcję pełnomocnika wojewody kujawsko-pomorskiego ds. zrównoważonego rozwoju.
W czerwcu 2019 powołana na stanowisko podsekretarza stanu w Ministerstwie Inwestycji i Rozwoju oraz na pełnomocnika rządu do spraw małych i średnich przedsiębiorstw. W wyborach parlamentarnych w tym samym roku uzyskała mandat posłanki IX kadencji z listy Prawa i Sprawiedliwości w okręgu toruńskim. Uzyskała drugi wynik na liście PiS w tym okręgu, zdobywając 15 305 głosów. W związku z tym wyborem jeszcze przed rozpoczęciem kadencji Sejmu odeszła ze stanowiska podsekretarza stanu. W styczniu 2020 objęła funkcję sekretarza stanu w Ministerstwie Funduszy i Polityki Regionalnej, odpowiedzialnego m.in. za lokalne inicjatywy społeczne. W październiku tego samego roku przeszła na funkcję sekretarza stanu w Ministerstwie Rolnictwa i Rozwoju Wsi.
W wyborach w 2023 z powodzeniem ubiegała się o poselską reelekcję (zdobywając 25 993 głosy). 27 listopada tego samego roku została powołana w skład trzeciego rządu Mateusza Morawieckiego na urząd ministra rolnictwa i rozwoju wsi. Funkcję tę pełniła do 13 grudnia 2023. W 2024 z ramienia PiS startowała w wyborach do Parlamentu Europejskiego z okręgu nr 2; otrzymała 12 504 głosy, nie uzyskując mandatu. W październiku tego samego roku weszła w skład komitetu wykonawczego PiS.

## Wyniki w wyborach ogólnopolskich
| Wybory | Komitet wyborczy                | Komitet wyborczy       | Organ            | Okręg          | Wynik          |
| ------ | ------------------------------- | ---------------------- | ---------------- | -------------- | -------------- |
| 2019   |                                 | Prawo i Sprawiedliwość | Sejm IX kadencji | nr 5           | 15 305 (3,38%) |
| 2023   | Sejm X kadencji                 | Prawo i Sprawiedliwość | 25 993 (4,84%)   | nr 5           |                |
| 2024   | Parlament Europejski X kadencji | Prawo i Sprawiedliwość | nr 2             | 12 504 (2,30%) |                |

## Życie prywatne
Córka Wacława i Elżbiety. Zamężna z Szymonem Dziubickim.